# Campeonato Mundial de Basquetebol Masculino de 1963
O Campeonato Mundial de Basquetebol Masculino de 1963 foi a 4ª edição do Campeonato Mundial de Basquetebol. Foi disputado no Rio de Janeiro, no Brasil, de 11 a 25 de maio de 1963, organizado pela Federação Internacional de Basquetebol (FIBA) e pela Confederação Brasileira de Basquetebol.

## Equipes Participantes
| Grupo A                                                            | Grupo B                          | Grupo C                                |
| ------------------------------------------------------------------ | -------------------------------- | -------------------------------------- |
| Canadá França União Soviética Uruguai                              | Japão Peru Porto Rico Iugoslávia | Argentina Itália México Estados Unidos |
| Brasil - avançou automaticamente para a fase final como país sede. |                                  |                                        |

## Fase Preliminar

### Grupo A
| Pos | Time            | Pts | V | D | PP  | PC  | SP  |
| --- | --------------- | --- | - | - | --- | --- | --- |
| 1   | União Soviética | 6   | 3 | 0 | 222 | 177 | +45 |
| 2   | França          | 5   | 2 | 1 | 200 | 181 | +19 |
| 3   | Uruguai         | 4   | 1 | 2 | 195 | 214 | -19 |
| 4   | Canadá          | 3   | 0 | 3 | 158 | 203 | -45 |

| 12 de maio |  | França | 64–54 | Uruguai |  | Belo Horizonte, Brasil |  |

| 12 de maio |  | União Soviética | 58–45 | Canadá |  | Belo Horizonte, Brasil |  |

| 13 de maio |  | Canadá | 56–66 | Uruguai |  | Belo Horizonte, Brasil |  |

| 13 de maio |  | França | 57–70 | União Soviética |  | Belo Horizonte, Brasil |  |

| 14 de maio |  | Canadá | 57–79 | França |  | Belo Horizonte, Brasil |  |

| 14 de maio |  | Uruguai | 75–94 | União Soviética |  | Belo Horizonte, Brasil |  |

### Grupo B
| Pos | Time       | Pts | V | D | PP  | PC  | SP  |
| --- | ---------- | --- | - | - | --- | --- | --- |
| 1   | Iugoslávia | 6   | 3 | 0 | 262 | 208 | +54 |
| 2   | Porto Rico | 5   | 2 | 1 | 234 | 212 | +22 |
| 3   | Japão      | 4   | 1 | 2 | 198 | 231 | -33 |
| 4   | Peru       | 3   | 0 | 3 | 181 | 224 | -43 |

| 12 de maio |  | Iugoslávia | 84–67 | Peru |  | Curitiba, Brasil |  |

| 12 de maio |  | Porto Rico | 86–65 | Japão |  | Curitiba, Brasil |  |

| 13 de maio |  | Porto Rico | 70–64 | Peru |  | Curitiba, Brasil |  |

| 13 de maio |  | Japão | 63–95 | Iugoslávia |  | Curitiba, Brasil |  |

| 14 de maio |  | Peru | 50–70 | Japão |  | Curitiba, Brasil |  |

| 14 de maio |  | Porto Rico | 78–83 | Iugoslávia |  | Curitiba, Brasil |  |

### Grupo C
| Pos | Time           | Pts | V | D | PP  | PC  | SP  |
| --- | -------------- | --- | - | - | --- | --- | --- |
| 1   | Estados Unidos | 6   | 3 | 0 | 256 | 202 | +54 |
| 2   | Itália         | 5   | 2 | 1 | 258 | 242 | +16 |
| 3   | México         | 4   | 1 | 2 | 240 | 260 | -20 |
| 4   | Argentina      | 3   | 0 | 3 | 206 | 256 | -50 |

| 12 de maio |  | Estados Unidos | 88–74 | México |  | São Paulo, Brasil |  |

| 12 de maio |  | Itália | 91–73 | Argentina |  | São Paulo, Brasil |  |

| 13 de maio |  | México | 82–90 | Itália |  | São Paulo, Brasil |  |

| 13 de maio |  | Argentina | 51–81 | Estados Unidos |  | São Paulo, Brasil |  |

| 14 de maio |  | México | 84–82 | Argentina |  | São Paulo, Brasil |  |

| 14 de maio |  | Estados Unidos | 87–77 | Itália |  | São Paulo, Brasil |  |

## Fase de Classificação
| Pos | Time      | Pts | V | D | PP  | PC  | SP  | Primeiro Desempate Classificação de Times Empatados | Segundo Desempate Pontos Average |
| --- | --------- | --- | - | - | --- | --- | --- | --------------------------------------------------- | -------------------------------- |
| 8   | Argentina | 9   | 4 | 1 | 449 | 414 | +35 |                                                     |                                  |
| 9   | México    | 8   | 3 | 2 | 389 | 364 | +25 | 1-1                                                 | 1.07                             |
| 10  | Uruguai   | 8   | 3 | 2 | 376 | 372 | +4  | 1-1                                                 | 1.01                             |
| 11  | Canadá    | 8   | 3 | 2 | 365 | 375 | -10 | 1-1                                                 | 0.92                             |
| 12  | Peru      | 7   | 2 | 3 | 362 | 367 | -5  |                                                     |                                  |
| 13  | Japão     | 5   | 0 | 5 | 377 | 426 | -49 |                                                     |                                  |

| 16 de maio |  | Argentina | 88–86 | México |  | Petrópolis, Brasil |  |

| 16 de maio |  | prorrogação Peru | 66–59 | Canadá |  | Petrópolis, Brasil |  |

| 17 de maio |  | Japão | 63–79 | Uruguai |  | Petrópolis, Brasil |  |

| 17 de maio |  | Peru | 57–72 | México |  | Petrópolis, Brasil |  |

| 18 de maio |  | Argentina | 103–85 | Japão |  | Petrópolis, Brasil |  |

| 18 de maio |  | Canadá | 73–71 | Uruguai |  | Petrópolis, Brasil |  |

| 19 de maio |  | Peru | 66–67 | Uruguai |  | Petrópolis, Brasil |  |

| 20 de maio |  | Canadá | 82–77 | Argentina |  | Petrópolis, Brasil |  |

| 20 de maio |  | México | 71–70 | Japão |  | Petrópolis, Brasil |  |

| 21 de maio |  | Peru | 95–85 | Japão |  | Petrópolis, Brasil |  |

| 21 de maio |  | Argentina | 97–83 | Uruguai |  | Petrópolis, Brasil |  |

| 22 de maio |  | Peru | 78–84 | Argentina |  | Petrópolis, Brasil |  |

| 22 de maio |  | México | 87–73 | Canadá |  | Petrópolis, Brasil |  |

| 23 de maio |  | Japão | 74–78 | Canadá |  | Petrópolis, Brasil |  |

| 23 de maio |  | Uruguai | 76–73 | México |  | Petrópolis, Brasil |  |

## Fase Final
| Pos | Time            | Pts | V | D | PP  | PC  | SP  |
| --- | --------------- | --- | - | - | --- | --- | --- |
| 1   | Brasil          | 12  | 6 | 0 | 485 | 411 | +74 |
| 2   | Iugoslávia      | 11  | 5 | 1 | 473 | 424 | +49 |
| 3   | União Soviética | 10  | 4 | 2 | 426 | 399 | +27 |
| 4   | Estados Unidos  | 9   | 3 | 3 | 498 | 433 | +65 |
| 5   | França          | 8   | 2 | 4 | 369 | 438 | -69 |
| 6   | Porto Rico      | 7   | 1 | 5 | 366 | 426 | -60 |
| 7   | Itália          | 6   | 0 | 6 | 407 | 492 | -85 |

| 16 de maio |  | União Soviética | 58–48 | França |  | Maracanãzinho, Brasil |  |

| 16 de maio |  | Estados Unidos | 73–75 | Iugoslávia |  | Maracanãzinho, Brasil |  |

| 16 de maio |  | Brasil | 62–55 | Porto Rico |  | Maracanãzinho, Brasil |  |

| 17 de maio |  | Iugoslávia | 73–57 | Porto Rico |  | Maracanãzinho, Brasil |  |

| 17 de maio |  | Estados Unidos | 81–61 | França |  | Maracanãzinho, Brasil |  |

| 17 de maio |  | Brasil | 81–62 | Itália |  | Maracanãzinho, Brasil |  |

| 18 de maio |  | Porto Rico | 60–67 | França |  | Maracanãzinho, Brasil |  |

| 18 de maio |  | Iugoslávia | 85–74 | Itália |  | Maracanãzinho, Brasil |  |

| 18 de maio |  | Estados Unidos | 74–75 | União Soviética |  | Maracanãzinho, Brasil |  |

| 20 de maio |  | França | 67–63 | Itália |  | Maracanãzinho, Brasil |  |

| 20 de maio |  | Iugoslávia | 71–90 | Brasil |  | Maracanãzinho, Brasil |  |

| 21 de maio |  | Porto Rico | 55–64 | União Soviética |  | Maracanãzinho, Brasil |  |

| 21 de maio |  | França | 63–77 | Brasil |  | Maracanãzinho, Brasil |  |

| 22 de maio |  | Itália | 63–83 | União Soviética |  | Maracanãzinho, Brasil |  |

| 22 de maio |  | Porto Rico | 64–88 | Estados Unidos |  | Maracanãzinho, Brasil |  |

| 23 de maio |  | Itália | 73–101 | Estados Unidos |  | Maracanãzinho, Brasil |  |

| 23 de maio |  | União Soviética | 79–90 | Brasil |  | Maracanãzinho, Brasil |  |

| 24 de maio |  | Itália | 72–75 | Porto Rico |  | Maracanãzinho, Brasil |  |

| 24 de maio |  | França | 63–99 | Iugoslávia |  | Maracanãzinho, Brasil |  |

| 25 de maio |  | União Soviética | 67–69 | Iugoslávia |  | Maracanãzinho, Brasil |  |

| 25 de maio |  | Brasil | 85–81 | Estados Unidos |  | Maracanãzinho, Brasil |  |

## Classificação Final
| Posição | Time            |
| ------- | --------------- |
| 1       | Brasil          |
| 2       | Iugoslávia      |
| 3       | União Soviética |
| 4       | Estados Unidos  |
| 5       | França          |
| 6       | Porto Rico      |
| 7       | Itália          |
| 8       | Argentina       |
| 9       | México          |
| 10      | Uruguai         |
| 11      | Canadá          |
| 12      | Peru            |
| 13      | Japão           |

## Seleção do Campeonato
- Amaury Pasos (MVP) (Brasil)
- Wlamir Marques (Brasil)
- Aleksandr Petrov (URSS)
- Don Kojis (EUA)
- Maxime Dorigo (França)

## Maiores Pontuadores (Média Por Jogo)
| Pos | Jogador              | Média |
| --- | -------------------- | ----- |
| 1   | Ricardo Duarte       | 20.3  |
| 2   | Aleksandr Petrov     | 17.6  |
| 3   | Luis Enrique Grajeda | 17.5  |
| 4   | Radivoj Korac        | 16.8  |
| 5   | Maxime Dorigo        | 16.8  |
| 6   | Alfredo Tulli        | 16.1  |
| 7   | Alberto Desimone     | 16    |
| 8   | Rafael Valle         | 15.8  |
| 9   | Nemanja Djuric       | 14.6  |
| 10  | Paolo Vittori        | 14.3  |